# Carl Philipp Falck
Carl Philipp Falck, auch Karl Philipp Falck (* 1. März 1816 in Marburg; † 30. Juni 1880 ebenda) war ein deutscher Pharmakologe.

## Leben
Carl Philipp Falck studierte an der Philipps-Universität Marburg Medizin. 1840 wurde er im Corps Guestphalia Marburg aktiv. 1843 promovierte er in Marburg zum Dr. med. Durch seinen klinischen Lehrer Karl Friedrich Heusinger bedingt, befasste er sich mit der geographischen Pathologie. Er begann auch mit Selbstversuchen und probierte den Wasserstoffwechsel und den Harnstoffwechsel zu verstehen.
1845 habilitierte er sich für „Arzneimittellehre und verwandte Fächer“. Anschließend praktizierte er in seiner Heimatstadt und war Privatlehrer. Ab 1855 arbeitete er am von Rudolf Virchow redigierten Werk Handbuch der speciellen Pathologie und Therapie, Band 2 und Band 6, mit. 1857 wurde er erst außerordentlicher und 1863 ordentlicher Professor.
1857 kündigte er die Vorlesung Hygiene an. Nach langen Kämpfen gründete er 1867 das pharmakologische Institut Marburg nach dem Vorbild des von Rudolf Buchheim in Dorpat geschaffenen Instituts. Er war Ordinarius der Medizinischen Fakultät der Universität Marburg.
Carl Philipp Falck war zweimal verheiratet. Aus der ersten Ehe stammt der spätere Kieler Professor Ferdinand August (1848–1926). Gemeinsam mit diesem Sohn hatte er 1875 die Zeitschrift „Beiträge zur Physiologie, Hygiene, Pharmakologie und Toxikologie“ gegründet.

## Schriften (Auswahl)
- Die Geschichte der Bright’schen Krankheit vom Jahre 1827 bis zum Jahre 1847. Nach den Quellen bearbeitet. In: Janus. Zeitschrift für Geschichte und Literatur der Medizin. Band 3, 1848, S. 138–153 und 456–494.
- Handbuch der diätetischen Heilmittellehre. Bayrhoffer'sche Universitäts-Buchhandlung, 1850.
- Compendiöses Wörterbuch der speciellen Arzneiverordnungslehre. Enke, Erlangen 1864.
- als Hrsg.: Uebersicht der Normalgaben der Arzneimittel mit tabellarischer Vorführung der Einzelgaben und der grössten Tagesgaben, sowie mit Berücksichtigung der Pharmacopoea Germanica. Elwert, Marburg 1875. Digitalisierte Ausgabe der Universitäts- und Landesbibliothek Düsseldorf.
- Das Fleisch. Gemeinverständliches Handbuch der wissenschaftlichen und praktischen Fleischkunde. Marburg 1880.